# スーパーボウルMVP
スーパーボウルMVP（英語: Super Bowl Most Valuable Player Award または Super Bowl MVP）は、NFLのリーグ優勝決定戦であるスーパーボウルの最優秀選手に贈られる賞である。
MVPに2度以上選ばれた選手は5人おり、トム・ブレイディが5回、ジョー・モンタナが3回、バート・スター、テリー・ブラッドショー、イーライ・マニングが2回選ばれている。このうち複数チームで選出されたのはブレイディのみである。
第55回スーパーボウルまでの55回中30回はクォーターバックがMVPに選ばれた。
ランニングバックでMVPに選ばれたのはこれまでで7人であり、第32回スーパーボウルのテレル・デービス以降現れていない。
ワイドレシーバーでMVPに選ばれたのは第56回スーパーボウルのクーパー・カップまでの8人である。
第5回スーパーボウルのチャック・ハウリーだけが唯一敗れたチームからMVPに選ばれた。
2001年の第35回スーパーボウル以降、MVPは試合中のインターネット・携帯電話によるファン投票（20%）とアメリカン・フットボールの記者やキャスター等の報道関係者16人の試合後の投票（80%）によって決められている。

## 受賞者

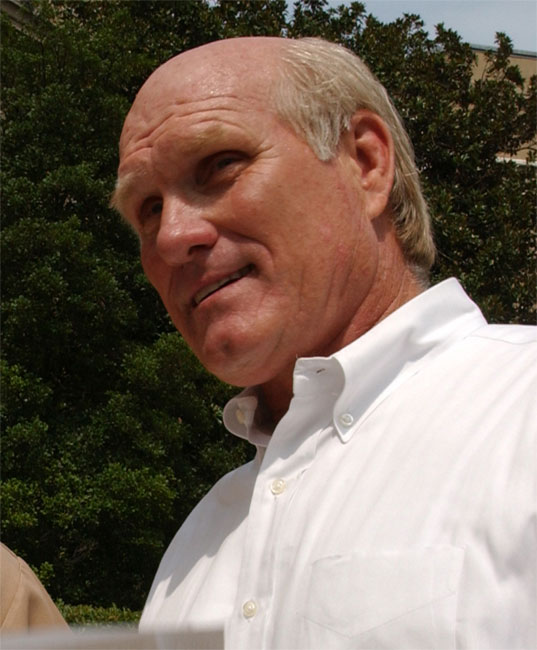
テリー・ブラッドショー
第13回、第14回スーパーボウルMVP

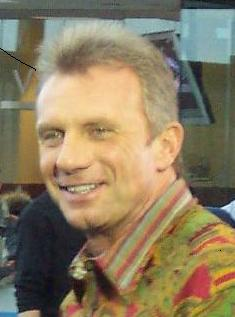
ジョー・モンタナ
スーパーボウルMVPを3回受賞

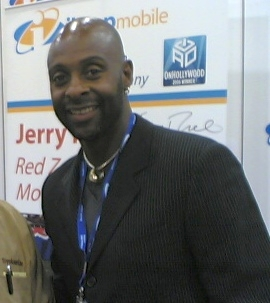
ジェリー・ライス
第23回スーパーボウルMVP受賞者

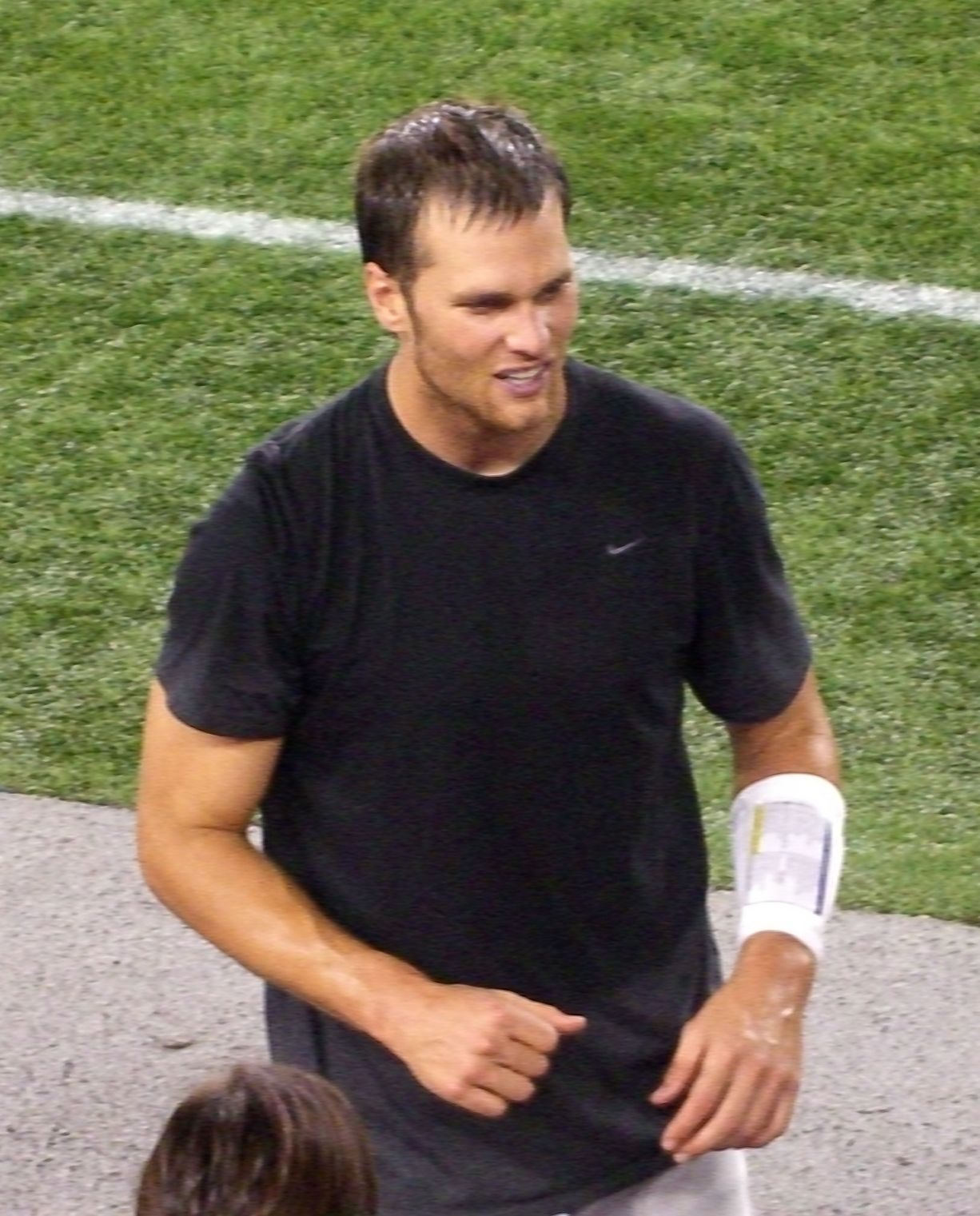
トム・ブレイディ
第36回、第38回、第49回、第51回、第55回スーパーボウルMVP(史上最多)

| 年   | 回          | 受賞者                       | チーム                             | ポジション             |
| ---- | ----------- | ---------------------------- | ---------------------------------- | ---------------------- |
| 2025 | LIX(59)     | ジェイレン・ハーツ†          | フィラデルフィア・イーグルス       | クォーターバック       |
| 2024 | LVIII(58)   | パトリック・マホームズ (3)†  | カンザスシティ・チーフス           | クォーターバック       |
| 2023 | LVII(57)    | パトリック・マホームズ (2)†  | カンザスシティ・チーフス           | クォーターバック       |
| 2022 | LVI(56)     | クーパー・カップ †           | ロサンゼルス・ラムズ               | ワイドレシーバー       |
| 2021 | LV(55)      | トム・ブレイディ (5)         | タンパベイ・バッカニアーズ         | クォーターバック       |
| 2020 | LIV(54)     | パトリック・マホームズ †     | カンザスシティ・チーフス           | クォーターバック       |
| 2019 | LIII(53)    | ジュリアン・エデルマン       | ニューイングランド・ペイトリオッツ | ワイドレシーバー       |
| 2018 | LII(52)     | ニック・フォールズ           | フィラデルフィア・イーグルス       | クォーターバック       |
| 2017 | LI(51)      | トム・ブレイディ (4)         | ニューイングランド・ペイトリオッツ | クォーターバック       |
| 2016 | 50          | ボン・ミラー †               | デンバー・ブロンコス               | ラインバッカー         |
| 2015 | XLIX(49)    | トム・ブレイディ (3)         | ニューイングランド・ペイトリオッツ | クォーターバック       |
| 2014 | XLVIII(48)  | マルコム・スミス †           | シアトル・シーホークス             | ラインバッカー         |
| 2013 | XLVII(47)   | ジョー・フラッコ †           | ボルチモア・レイブンズ             | クォーターバック       |
| 2012 | XLVI(46)    | イーライ・マニング (2)       | ニューヨーク・ジャイアンツ         | クォーターバック       |
| 2011 | XLV(45)     | アーロン・ロジャース †       | グリーンベイ・パッカーズ           | クォーターバック       |
| 2010 | XLIV(44)    | ドリュー・ブリーズ           | ニューオーリンズ・セインツ         | クォーターバック       |
| 2009 | XLIII(43)   | サントニオ・ホームズ         | ピッツバーグ・スティーラーズ       | ワイドレシーバー       |
| 2008 | XLII(42)    | イーライ・マニング           | ニューヨーク・ジャイアンツ         | クォーターバック       |
| 2007 | XLI(41)     | ペイトン・マニング *         | インディアナポリス・コルツ         | クォーターバック       |
| 2006 | XL(40)      | ハインズ・ウォード           | ピッツバーグ・スティーラーズ       | ワイドレシーバー       |
| 2005 | XXXIX(39)   | ディオン・ブランチ           | ニューイングランド・ペイトリオッツ | ワイドレシーバー       |
| 2004 | XXXVIII(38) | トム・ブレイディ (2)         | ニューイングランド・ペイトリオッツ | クォーターバック       |
| 2003 | XXXVII(37)  | デクスター・ジャクソン       | タンパベイ・バッカニアーズ         | フリーセイフティ       |
| 2002 | XXXVI(36)   | トム・ブレイディ             | ニューイングランド・ペイトリオッツ | クォーターバック       |
| 2001 | XXXV(35)    | レイ・ルイス                 | ボルチモア・レイブンズ             | ラインバッカー         |
| 2000 | XXXIV(34)   | カート・ワーナー *           | セントルイス・ラムズ               | クォーターバック       |
| 1999 | XXXIII(33)  | ジョン・エルウェイ *         | デンバー・ブロンコス               | クォーターバック       |
| 1998 | XXXII(32)   | テレル・デービス *           | デンバー・ブロンコス               | ランニングバック       |
| 1997 | XXXI(31)    | デズモンド・ハワード         | グリーンベイ・パッカーズ           | リターナー             |
| 1996 | XXX(30)     | ラリー・ブラウン             | ダラス・カウボーイズ               | コーナーバック         |
| 1995 | XXIX(29)    | スティーブ・ヤング *         | サンフランシスコ・49ers            | クォーターバック       |
| 1994 | XXVIII(28)  | エミット・スミス *           | ダラス・カウボーイズ               | ランニングバック       |
| 1993 | XXVII(27)   | トロイ・エイクマン *         | ダラス・カウボーイズ               | クォーターバック       |
| 1992 | XXVI(26)    | マーク・リッピン             | ワシントン・レッドスキンズ         | クォーターバック       |
| 1991 | XXV(25)     | オーティス・アンダーソン     | ニューヨーク・ジャイアンツ         | ランニングバック       |
| 1990 | XXIV(24)    | ジョー・モンタナ (3) *       | サンフランシスコ・49ers            | クォーターバック       |
| 1989 | XXIII(23)   | ジェリー・ライス *           | サンフランシスコ・49ers            | ワイドレシーバー       |
| 1988 | XXII(22)    | ダグ・ウィリアムス           | ワシントン・レッドスキンズ         | クォーターバック       |
| 1987 | XXI(21)     | フィル・シムズ               | ニューヨーク・ジャイアンツ         | クォーターバック       |
| 1986 | XX(20)      | リチャード・デント *         | シカゴ・ベアーズ                   | ディフェンシブエンド   |
| 1985 | XIX(19)     | ジョー・モンタナ (2) *       | サンフランシスコ・49ers            | クォーターバック       |
| 1984 | XVIII(18)   | マーカス・アレン *           | ロサンゼルス・レイダース           | ランニングバック       |
| 1983 | XVII(17)    | ジョン・リギンズ *           | ワシントン・レッドスキンズ         | ランニングバック       |
| 1982 | XVI(16)     | ジョー・モンタナ *           | サンフランシスコ・49ers            | クォーターバック       |
| 1981 | XV(15)      | ジム・プランケット           | オークランド・レイダース           | クォーターバック       |
| 1980 | XIV(14)     | テリー・ブラッドショー (2) * | ピッツバーグ・スティーラーズ       | クォーターバック       |
| 1979 | XIII(13)    | テリー・ブラッドショー *     | ピッツバーグ・スティーラーズ       | クォーターバック       |
| 1978 | XII(12)     | ランディ・ホワイト *         | ダラス・カウボーイズ               | ディフェンシブタックル |
| 1978 | XII(12)     | ハーベイ・マーティン         | ダラス・カウボーイズ               | ディフェンシブエンド   |
| 1977 | XI(11)      | フレッド・ビレトニコフ *     | オークランド・レイダース           | ワイドレシーバー       |
| 1976 | X(10)       | リン・スワン *               | ピッツバーグ・スティーラーズ       | ワイドレシーバー       |
| 1975 | IV(9)       | フランコ・ハリス *           | ピッツバーグ・スティーラーズ       | ランニングバック       |
| 1974 | VIII(8)     | ラリー・ゾンカ *             | マイアミ・ドルフィンズ             | ランニングバック       |
| 1973 | VII(7)      | ジェイク・スコット           | マイアミ・ドルフィンズ             | フリーセイフティ       |
| 1972 | VI(6)       | ロジャー・ストーバック *     | ダラス・カウボーイズ               | クォーターバック       |
| 1971 | V(5)        | チャック・ハウリー +         | ダラス・カウボーイズ               | ラインバッカー         |
| 1970 | IV(4)       | レン・ドーソン *             | カンザスシティ・チーフス           | クォーターバック       |
| 1969 | III(3)      | ジョー・ネイマス *           | ニューヨーク・ジェッツ             | クォーターバック       |
| 1968 | II(2)       | バート・スター (2) *         | グリーンベイ・パッカーズ           | クォーターバック       |
| 1967 | I(1)        | バート・スター *             | グリーンベイ・パッカーズ           | クォーターバック       |

| † | 現役選手             |
| * | 殿堂入り選手         |
| + | 敗戦チームからの選出 |